# Nemetona
Nemetona è una dea celtica.
Secondo due teorie il nome Nemetona potrebbe essere quello di una divinità eponima del popolo germanico dei Nemeti, oppure di una dea dei boschi (nemeton in celtico): questa teoria sarebbe la più probabile, dal momento che raffigurazioni della dea sono presenti a Bath e a Treviri.
Era moglie del dio Leucezio, con il quale era ritratta.